# Ulex parviflorus subsp. funkii
Ulex parviflorus subsp. funkii  es un arbusto espinoso de la familia de las fabáceas. Forma parte de matorrales y terrenos degradados de la zona occidental del mediterráneo.

## Descripción
Es un arbusto de tamaño variable y ramificación densa e intrincada, con indumento laxo de pelos patentes. Filodios de 2-7 mm, de lanceolado-lineares a linear-subulados, rígidos, ligeramente vilosos o glabrescentes. Espinas primarias alternas, rectas, patentes, ligeramente pubescentes en la base, glabrescentes o glabras; las secundarias alternas, subopuestas u opuestas, rectas, glabrescentes o glabras. Bracteolas tan anchas o algo más anchas que el pedicelo ovadas u ovado-triángulares. Cáliz de 8,5-13,5 mm, viloso o puberulento. Corola tan larga o ligeramente más larga que el cáliz, con quilla más corta que el estandarte y más larga que las alas. Legumbre aproximadamente de la longitud del cáliz. Florece de (octubre) diciembre a junio.

## Distribución
Se encuentra en matorrales sobre dolomías, serpentinitas y peridotitas; a una altitud de 400-1900 metros en el sur de España y NW de Marruecos.

## Taxonomía
Ulex parviflorus subsp. funkii fue descrita por (Webb) Guinea  y publicado en Mémoires de l'Académie des Sciences, Inscriptions et Belles-Lettres de Toulouse 3: 334. 1788.
Etimología
Ulex: nombre genérico que es el antiguo nombre de esta planta o alguna similar.
parviflorus: epíteto latino que significa "con pequeñas flores.
funkii: epíteto
Sinonimia
- Ulex baeticus Boiss.
- Ulex bourgaeanus Webb
- Ulex scaber Kunze[6]